# Netopýr severní
Netopýr severní (též netopýr bahenní, netopýr jednobarvý nebo netopýr stěhovavý, Eptesicus nilssonii) je druh z čeledi netopýrovitých.
Vyskytuje se na velkém území Francie, Norska, severní Evropy i Asie a zřídka, na horách i v Česku. Jeho hmotnost se pohybuje mezi 8–17 gramy, dlouhý je 41 až 48,5 mm, ocas měří 3,5 až 4 cm a lebku má dlouhou 14 až 15,6 mm. Rozpětí je 24 až 28 cm.

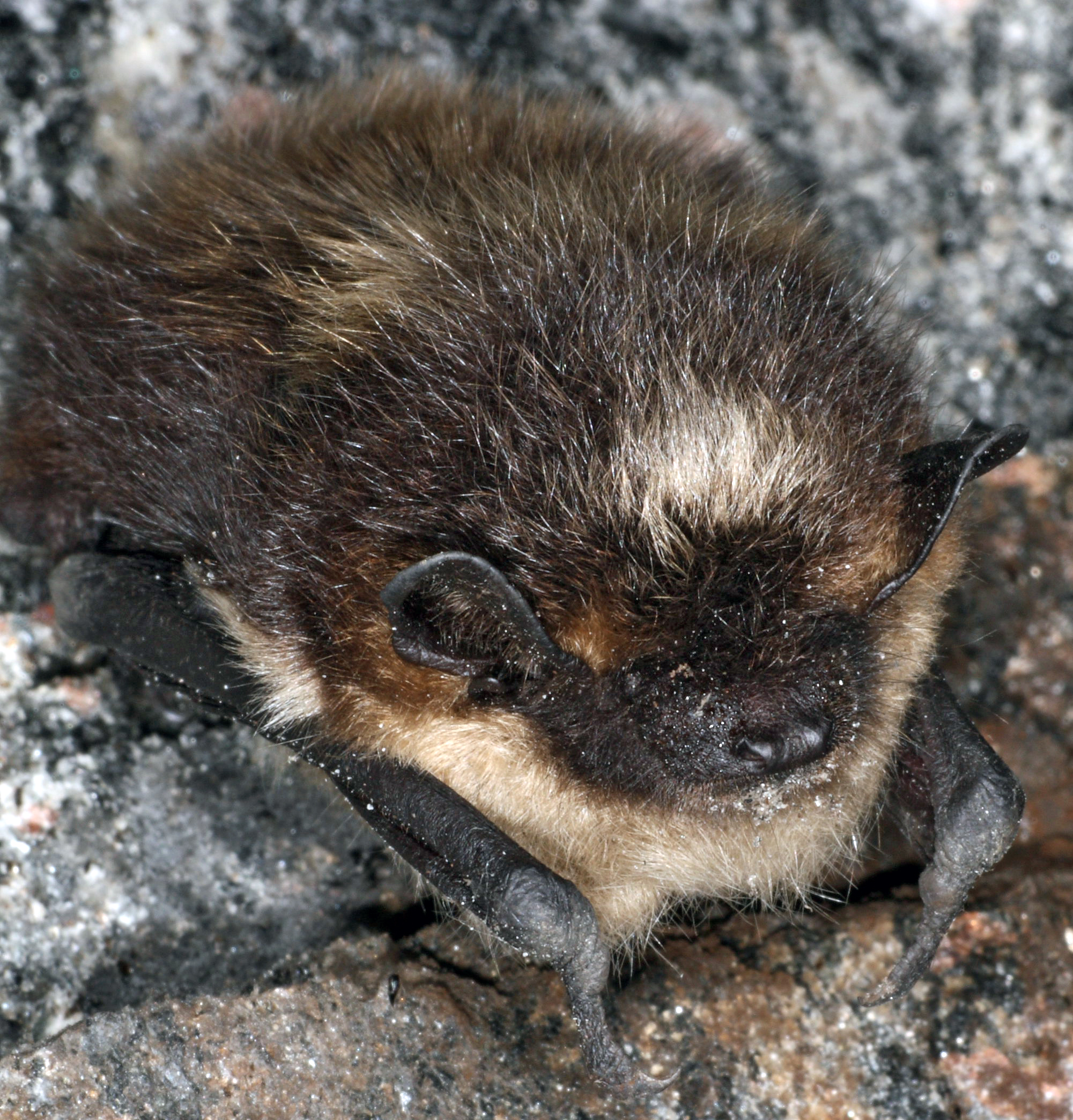
V zimovišti

Přes zimu se ukrývá v podzemních prostorech jako jsou jeskyně. Léto většinou tráví ve štěrbinách mezi komínem nebo střechou. Loví ve skupinách pohybujíce se krouživým letem. Létá rychle, s prudkými obraty, často nad vodou nebo mezi korunami stromů.
Je jediným netopýrem, který se vyskytuje severně od severního polárního kruhu.[zdroj⁠?!]